# Coupe du Danemark masculine de handball
La Coupe du Danemark masculine de handball est une compétition de handball à élimination directe au Danemark mise en place en 1964.
Vainqueur de sa douzième Coupe en 2024, le GOG Håndbold est le club le plus titré.

## Palmarès
| Saison    | Vainqueur                  | Finaliste              | Score                    | Lieu                                                    | Date de la finale           |
| --------- | -------------------------- | ---------------------- | ------------------------ | ------------------------------------------------------- | --------------------------- |
| 1964-1965 | Ajax Copenhague (1)        | Aarhus KFUM            | 21 – 19                  | KB Hallen, Frederiksberg                                | 6 avril 1965                |
| 1965-1966 | IK Skovbakken (1)          | Helsingør IF           | 13 – 11                  | Kalundborghallen, Kalundborg                            | 31 octobre 1965             |
| 1966-1967 | Aarhus KFUM (1)            | Tarup-Paarup IF        | 13 – 11                  | Glassalen, Fredericia                                   | 9 mars 1967                 |
| 1967-1968 | Aarhus GF (1)              | IF Stadion Brøndby     | 19 – 14                  | Aarhus Stadionhal, Aarhus                               | 11 février 1968             |
| 1968-1969 | IK Skovbakken (2)          | IF Stadion Brøndby     | 25 – 23                  | Bellahøjhallen, Copenhague                              | 19 novembre 1968            |
| 1969-1970 | IF Stadion Brøndby (1)     | Aarhus KFUM            | 25 – 20                  | Vejlby/Risskov Centret, Aarhus                          | 9 novembre 1969             |
| 1970-1971 | HK KVIK Esbjerg (1)        | IK Skovbakken          | 16 – 15                  | Esbjerg Stadionhal, Esbjerg                             | 15 novembre 1970            |
| 1971-1972 | Fredericia KFUM (1)        | IF Stadion Brøndby     | 15 – 13                  | Fredericiahallen, Fredericia                            | 14 novembre 1971            |
| 1972-1973 | Fredericia KFUM (2)        | Helsingør IF           | 25 – 20                  | Fredericiahallen, Fredericia                            | 26 novembre 1972            |
| 1973-1974 | Fredericia KFUM (3)        | IF Stadion Brøndby     | 18 – 16                  | Fredericiahallen, Fredericia                            | 15 décembre 1973            |
| 1974-1975 | Fredericia KFUM (4)        | Frederiksberg IF       | 30 – 17                  | Fredericiahallen, Fredericia                            | 10 novembre 1974            |
| 1975-1976 | IK Skovbakken (3)          | Holte IF               | 16 – 15                  | Vejlby/Risskov Centret, Aarhus                          | 23 novembre 1975            |
| 1976-1977 | Fredericia KFUM (5)        | Aarhus KFUM            | 27 – 16                  | Aarhus Stadionhal, Aarhus                               | 25 novembre 1976            |
| 1977-1978 | Fredericia KFUM (6)        | Aalborg HK             | 30 – 18                  | Aalborg Stadionhal, Aalborg                             | 8 décembre 1977             |
| 1978-1979 | AB (1)                     | Fredericia KFUM        | 26 – 21                  | Gladsaxe Sportshal, Gladsaxe                            | 8 avril 1979                |
| 1979-1980 | Helsingør IF (1)           | IK Skovbakken          | 20 – 19                  | Helsingørhallen, Helsingør                              | 18 avril 1980               |
| 1980-1981 | Aarhus KFUM (2)            | Helsingør IF           | 21 – 18                  | Aarhus Stadionhal, Aarhus                               | 14 avril 1981               |
| 1981-1982 | Fredericia KFUM (7)        | Helsingør IF           | 27 – 18                  | Helsingørhallen, Helsingør                              | 24 avril 1982               |
| 1982-1983 | Helsingør IF (2)           | Gladsaxe HG Copenhague | 31 – 25                  | KB Hallen, Frederiksberg                                | 17 avril 1983               |
| 1983-1984 | Gladsaxe HG Copenhague (1) | Ajax Copenhague        | 19 – 18                  | Bavnehøjhallen, Copenhague                              | 30 avril 1984               |
| 1984-1985 | Hellerup IK Copenhague (1) | Ribe HK                | 27 – 18                  | Ribe Fritidscenter, Ribe                                | 13 avril 1985               |
| 1985-1986 | Helsingør IF (3)           | Gladsaxe HG Copenhague | 39 – 38 (21-22 et 18-16) | Gladsaxe Sportshal, Gladsaxe Helsingørhallen, Helsingør | 17 avril 1986 20 avril 1986 |
| 1986-1987 | Holte IF (1)               | Holbæk HK              | 43 – 32 (23-16 et 20-16) | Holtehallen, Holte Holbæk Stadionhal, Holbæk            | 26 mars 1987 8 avril 1987   |
| 1987-1988 | Helsingør IF (4)           | KIF Kolding            | 25 – 22                  | Antvorskovhallen, Slagelse                              | 20 février 1988             |
| 1988-1989 | Virum-Sorgenfri HK (1)     | Gladsaxe HG Copenhague | 18 – 16                  | Antvorskovhallen, Slagelse                              | 17 décembre 1988            |
| 1989-1990 | KIF Kolding (1)            | Gladsaxe HG Copenhague | 29 – 18                  | Brøndby Hall, Brøndbyvester                             | 16 décembre 1989            |
| 1990-1991 | GOG Håndbold (1)           | Gladsaxe HG Copenhague | 19 – 14                  | Odense Idrætshal, Odense                                | 19 décembre 1990            |
| 1991-1992 | GOG Håndbold (2)           | KIF Kolding            | 25 – 19                  | Fredericiahallen, Fredericia                            | 18 décembre 1991            |
| 1992-1993 | GOG Håndbold (3)           | Vejlby-Risskov IK      | 22 – 19                  | Fredericiahallen, Fredericia                            | 16 décembre 1992            |
| 1993-1994 | KIF Kolding (2)            | GOG Håndbold           | 26 – 21                  | Fredericiahallen, Fredericia                            | 15 décembre 1993            |
| 1994-1995 | HK Roar (1)                | Skjern Håndbold        | 26 – 19                  | Fredericiahallen, Fredericia                            | 15 décembre 1994            |
| 1995-1996 | GOG Håndbold (4)           | Vrold-Skanderborg HK   | 33 – 20                  | Fredericiahallen, Fredericia                            | 10 janvier 1996             |
| 1996-1997 | GOG Håndbold (5)           | KIF Kolding            | 30 – 29                  | Kolding-Hallen, Kolding                                 | 29 décembre 1996            |
| 1997-1998 | GOG Håndbold (6)           | Otterup HK             | 36 – 22                  | Fredericiahallen, Fredericia                            | 28 décembre 1997            |
| 1998-1999 | KIF Kolding (3)            | Skjern Håndbold        | 27 – 25                  | Skjernhallen, Skjern                                    | 28 décembre 1998            |
| 1999-2000 | Skjern Håndbold (1)        | Frederiksberg IF       | 24 – 20                  | Brøndby Hall, Brøndby                                   | 9 janvier 2000              |
| 2000-2001 | Viborg HK (1)              | KIF Kolding            | 28 – 23                  | Silkeborg-Hallerne, Silkeborg                           | 25 février 2001             |
| 2001-2002 | KIF Kolding (4)            | GOG Håndbold           | 32 – 26                  | Aarhus Arena, Aarhus                                    | 30 décembre 2001            |
| 2002-2003 | GOG Håndbold (7)           | Viborg HK              | 32 – 27                  | Aarhus Arena, Aarhus                                    | 29 décembre 2002            |
| 2003-2004 | GOG Håndbold (8)           | Skjern Håndbold        | 33 – 30                  | Aarhus Arena, Aarhus                                    | 27 décembre 2003            |
| 2004-2005 | KIF Kolding (5)            | Skjern Håndbold        | 41 – 33                  | Atletion, Aarhus                                        | 29 décembre 2004            |
| 2005-2006 | GOG Svendborg TGI (9)      | Bjerringbro-Silkeborg  | 36 – 26                  | Atletion, Aarhus                                        | 30 décembre 2005            |
| 2006-2007 | KIF Kolding (6)            | Viborg HK              | 37 – 33                  | NRGi Arena, Aarhus                                      | 30 décembre 2006            |
| 2007-2008 | KIF Kolding (7)            | GOG Svendborg TGI      | 28 – 23                  | NRGi Arena, Aarhus                                      | 29 décembre 2007            |
| 2008-2009 | Team Tvis Holstebro (1)    | GOG Svendborg TGI      | 32 – 23                  | NRGi Arena, Aarhus                                      | 27 décembre 2008            |
| 2009-2010 | FC Copenhague (1)          | Bjerringbro-Silkeborg  | 31 – 30                  | NRGi Arena, Aarhus                                      | 2 janvier 2010              |
| 2010-2011 | AG Copenhague (1)          | Aarhus Håndbold        | 26 – 20                  | NRGi Arena, Aarhus                                      | 28 décembre 2010            |
| 2011-2012 | AG Copenhague (2)          | Aalborg Håndbold       | 32 – 26                  | Gigantium, Aalborg                                      | 4 février 2012              |
| 2012-2013 | Aarhus Håndbold (1)        | Skjern Håndbold        | 27 – 26                  | NRGi Arena, Aarhus                                      | 2 février 2013              |
| 2013-2014 | KIF Copenhague (1)         | Bjerringbro-Silkeborg  | 28 – 24                  | NRGi Arena, Aarhus                                      | 9 mars 2014                 |
| 2014-2015 | Skjern Håndbold (2)        | Team Tvis Holstebro    | 24 – 20                  | Gigantium, Aalborg                                      | 29 mars 2015                |
| 2015-2016 | HC Midtjylland (1)         | GOG Håndbold           | 30 – 26                  | Arena Fyn, Odense                                       | 7 février 2016              |
| 2016-2017 | Skjern Håndbold (3)        | Bjerringbro-Silkeborg  | 27 – 20                  | Gigantium, Aalborg                                      | 5 février 2017              |
| 2017-2018 | Team Tvis Holstebro (2)    | GOG Håndbold           | 26 – 21                  | Gråkjær Arena, Holstebro                                | 4 février 2018              |
| 2018-2019 | Aalborg Håndbold (1)       | Skanderborg Håndbold   | 28 – 27                  | Jyske Bank Boxen, Herning                               | 16 mars 2019                |
| 2019-2020 | GOG Håndbold (10)          | Team Tvis Holstebro    | 30 – 28                  | Gråkjær Arena, Holstebro                                | 27 septembre 2020           |
| 2020-2021 | Mors-Thy Håndbold (1)      | Aalborg Håndbold       | 32 – 21                  | Jyske Bank Boxen, Herning                               | 20 juin 2021                |
| 2021-2022 | Aalborg Håndbold (2)       | GOG Håndbold           | 30 – 27                  | Jyske Bank Boxen, Herning                               | 27 mars 2022                |
| 2022-2023 | GOG Håndbold (11)          | Skjern Håndbold        | 34 – 29                  | Jyske Bank Boxen, Herning                               | 19 février 2023             |
| 2023-2024 | GOG Håndbold (12)          | Aalborg Håndbold       | 32 – 25                  | Jyske Bank Boxen, Herning                               | 18 février 2024             |
| 2024-2025 | Aalborg Håndbold (3)       | Bjerringbro-Silkeborg  | 34 – 29                  | Jyske Bank Boxen, Herning                               | 16 février 2025             |

## Bilan par club
| Rang | Club                   | Titres | Saisons                                                                |
| ---- | ---------------------- | ------ | ---------------------------------------------------------------------- |
| 1    | GOG Håndbold           | 12     | 1991, 1992, 1993, 1996, 1997, 1998, 2003, 2004, 2006, 2020, 2023, 2024 |
| 2    | KIF Kolding            | 7      | 1990, 1994, 1999, 2002, 2005, 2007, 2008                               |
| 3    | Fredericia KFUM        | 7      | 1972, 1973, 1974, 1975, 1977, 1978, 1982                               |
| 4    | Helsingør IF           | 4      | 1980, 1983, 1986, 1988                                                 |
| 5    | IK Skovbakken          | 3      | 1966, 1969, 1976                                                       |
| 5    | Skjern Håndbold        | 3      | 2000, 2015, 2017                                                       |
| 5    | Aalborg Håndbold       | 3      | 2019, 2022, 2025                                                       |
| 7    | Aarhus KFUM            | 2      | 1967, 1981                                                             |
| 7    | AG Copenhague          | 2      | 2011, 2012                                                             |
| 7    | Team Tvis Holstebro    | 2      | 2009, 2018                                                             |
| 10   | Ajax Copenhague        | 1      | 1965                                                                   |
| 10   | Aarhus GF              | 1      | 1968                                                                   |
| 10   | IF Stadion Brøndby     | 1      | 1970                                                                   |
| 10   | HK KVIK Esbjerg        | 1      | 1971                                                                   |
| 10   | AB                     | 1      | 1979                                                                   |
| 10   | Gladsaxe HG Copenhague | 1      | 19884                                                                  |
| 10   | Hellerup IK Copenhague | 1      | 1985                                                                   |
| 10   | Holte IF               | 1      | 1987                                                                   |
| 10   | Virum-Sorgenfri HK     | 1      | 1989                                                                   |
| 10   | HK Roar                | 1      | 1995                                                                   |
| 10   | Viborg HK              | 1      | 2001                                                                   |
| 10   | KIF Copenhague         | 1      | 2014                                                                   |
| 10   | HC Midtjylland         | 1      | 2016                                                                   |
| 10   | FC Copenhague          | 1      | 2010                                                                   |
| 10   | Aarhus Håndbold        | 1      | 2013                                                                   |
| 10   | Mors-Thy Håndbold      | 1      | 2021                                                                   |